# Next Aisle Over
Next Aisle Over é um curta-metragem mudo norte-americano de 1919, do gênero comédia, estrelado por Harold Lloyd. Cópia existe.

## Elenco

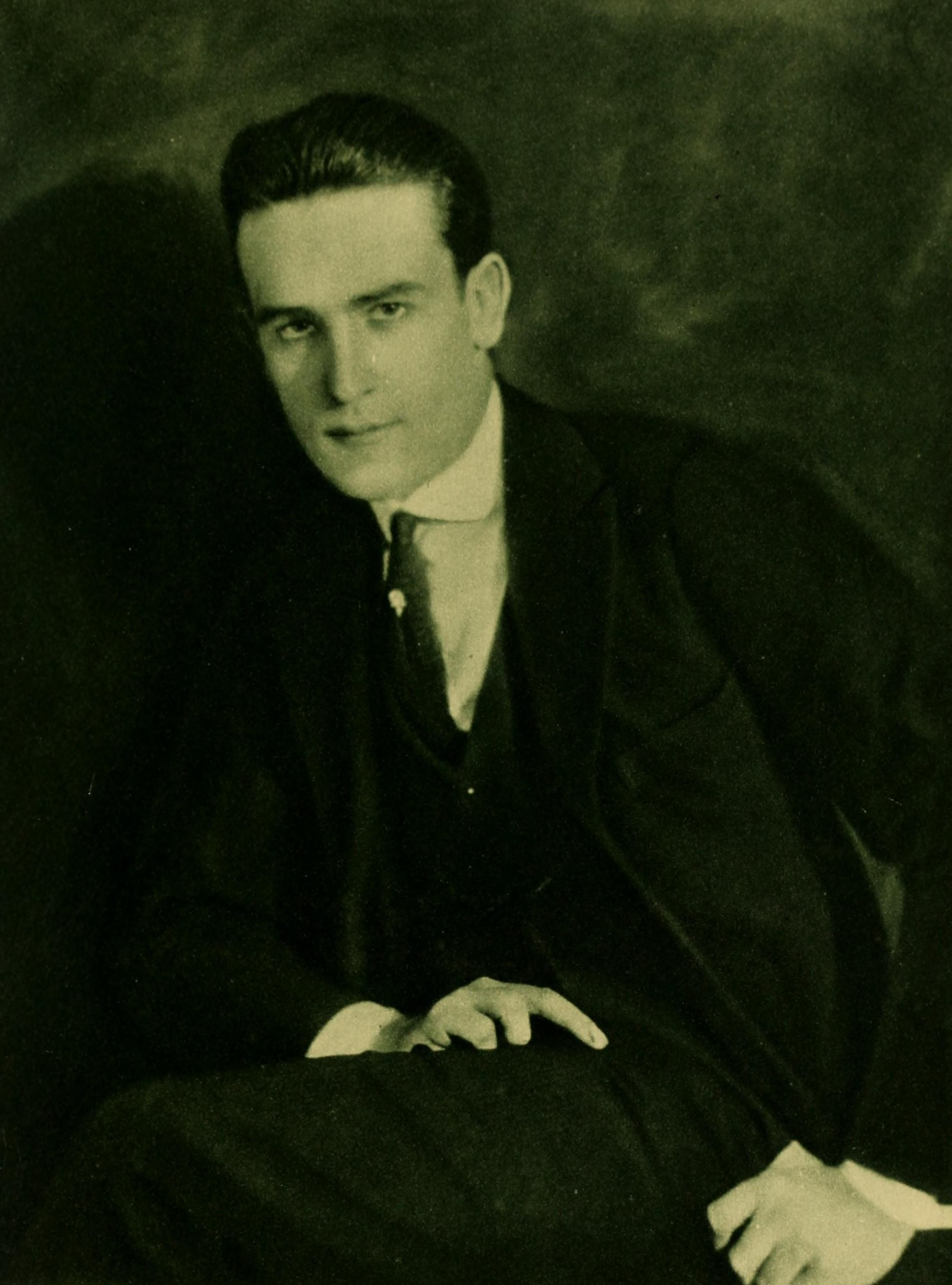
Harold Lloyd

- Harold Lloyd
- Snub Pollard
- Bebe Daniels
- Sammy Brooks
- Billy Fay
- William Gillespie
- Lew Harvey
- Wallace Howe
- Margaret Joslin
- William Petterson
- Dorothea Wolbert